# Walena rostra
Walena rostra är en insektsart som beskrevs av Medler 1999. Walena rostra ingår i släktet Walena och familjen Flatidae. Inga underarter finns listade i Catalogue of Life.